# Hakea lehmanniana
Hakea lehmanniana är en tvåhjärtbladig växtart som beskrevs av Meissn.. Hakea lehmanniana ingår i släktet Hakea och familjen Proteaceae. Inga underarter finns listade i Catalogue of Life.